# Теодорович Микола
Теодорович Микола (1755–1820?) — греко-католицький священик, культурно-освітній діяч і письменник, родом з с. Дубриничів на Закарпатті.
Теологічну освіту здобув у Відні, після чого був адміністратором у м. Михайлівцях, пізніше парохом у с. Коритнянах.
Автор порадника «Помошникъ оу домувствЂ и между людьми…» (1791). З угорської переклав «Брань домашній». Обидві праці не появилися друком. Також автор «Протоколу священиків і церкви в Коритнянах» (латинською мовою), в якому багато джерельних даних про культурно-освітню працю другої половини 17 — початку 19 ст..
Автобіографія Тедоровича, вміщена в «Протоколі», появилася друком у «Підкарпатській Русі» (1934).